# Nobuki Hara
Nobuki Hara (jap. 原 信生 Hara Nobuki; ur. 6 września 1979) – japoński piłkarz występujący na pozycji pomocnika.

## Kariera klubowa
Od 1998 do 2006 roku występował w klubach Cerezo Osaka, Yokohama F. Marinos, Vissel Kobe i SC Tottori.